# Parallellport

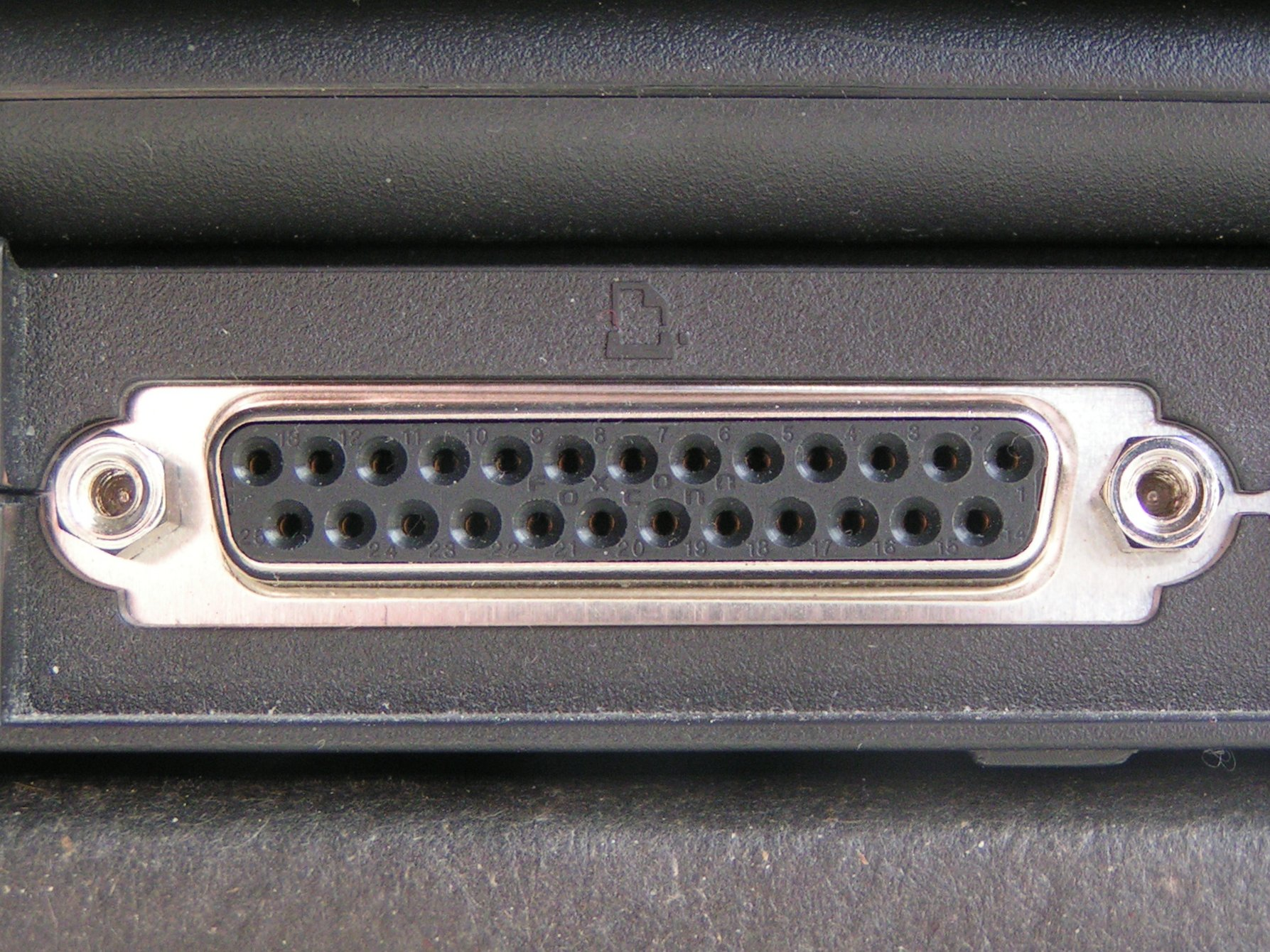
Ett kontaktdon av DB-25-typ på baksidan av en bärbar dator.

En parallellport är ett uttag som finns på särskilt äldre persondatorer för anslutning till diverse kringutrustning med en särskild kabel, främst äldre skrivare. Den kallas ibland Centronicsport. IEEE 1284-standarden definierar den dubbelriktade varianten av porten.
Förr brukade persondatorer ha minst en parallellport. USB-gränssnittet har för det mesta ersatt parallellporten – 2007 ansluts de flesta skrivare med USB-kablar, och datorer har alltmer sällan ett parallellportuttag. För att kunna använda kringutrustning med parallellanslutning i en USB-port krävs en adapter.